# Freddy contre Jason
Série Freddy
Freddy sort de la nuit
(1989) Freddy : Les Griffes de la nuit
(2010)
Série Vendredi 13
Jason X
(2002) Vendredi 13
(2009)
Pour plus de détails, voir Fiche technique et Distribution.
Freddy contre Jason (Freddy vs. Jason) est un film d'horreur américain réalisé par Ronny Yu et sorti en 2003.
Le film débute alors que Freddy Krueger est en enfer et voilà quatre ans que la jeunesse de Springwood l'a oublié. Décidé à se rappeler à son bon souvenir, il s'insinue dans les rêves de Jason Voorhees, le tueur de Crystal Lake. Freddy se sert de lui pour semer à nouveau la terreur sur la petite ville à son propre profit. Mais très vite, Jason devient incontrôlable et les adolescents se retrouvent confrontés à deux problèmes de taille.
Il s'agit d'un crossover entre les franchises Freddy et Vendredi 13. Chronologiquement, bien qu'étant sorti après Freddy sort de la nuit (1994), il se déroule après les événements de La Fin de Freddy : L'Ultime Cauchemar (1991) et entre les films Jason va en enfer (1993) et Jason X (2002).

## Synopsis
Dix ans après avoir été emprisonné par sa mère Amanda, Freddy Krueger était parvenu à s'échapper et recommença à s'en prendre aux adolescents de Springwood. Mais au cours d'une de ses attaques, les adultes avaient enfin été convaincus de son existence dans les cauchemars de leurs enfants et ils avaient trouvé un moyen de les empêcher de se souvenir de lui. Pris au piège en enfer, Freddy cherche durant quatre ans jusqu'au fond de l'enfer et trouve Jason Voorhees. Il se fait passer pour sa mère Pamela, ce qui lui donne toute sa force et, par force de persuasion mêlé à son pouvoir diabolique, le ressuscite et le fait aller à Springwood abattre des adolescents, afin qu'on se souvienne de lui et qu'on ait peur de lui, ce qui va lui-même lui permettre de tuer. Jason parvient à Elm Street, jusqu'à la maison de Lori Campbell (Monica Keena) et de son père veuf (qui fut jadis la maison de Freddy). Alors que Lori et ses amis Kia (Kelly Rowland), Gibb (Katharine Isabelle), Blake et Trey sont occupés à leurs histoires et leurs querelles d'adolescents, Jason en profite pour se faufiler dans la maison. Il trouve Trey et le poignarde à plusieurs reprises, avant que Gibb ne trouve son corps dans le lit. À l'arrivée de la police, Lori entend mentionner le nom de Freddy. Au poste de police, elle s'endort sur ce dernier mot, et est surprise par Freddy, mais son sursaut l'éveille avant qu'il ne puisse lui faire de mal. Freddy tente alors d'attaquer Blake, qui est persuadé que Freddy a tué Trey et réclame vengeance, dans ses rêves, mais en est encore incapable, car il n'a pas assez de pouvoir pour le faire. Blake échappe à Freddy pour se réveiller à côté de son père décapité et est tué par Jason. Toutes les personnes qui ont été en contact avec Freddy ont été internées à l'hôpital psychiatrique de Westin Hills, où ils reçoivent de l'Hypnocil pour les empêcher de rêver. Parmi elles se trouvent le copain de Lori, Will Rollins (Jason Ritter), et son ami Mark Davis (Brendan Fletcher). Will prétend avoir vu le père de Lori tuer sa mère, et il pense qu'il a été mis de côté pour que son père puisse cacher le meurtre. À la télévision, il voit les informations qui relatent l'assassinat de Trey dans la maison de Lori et décide de s'échapper afin de s'assurer qu'il n'est rien arrivé à celle-ci. Mark feint une crise de folie pour voler les clés de l'asile et partir avec lui.
Le lendemain matin, la police réfute les meurtres et parle de suicides. Lori est effrayée par ses cauchemars et les raconte à Kia et à Gibb. Mark arrive et raconte durement que Freddy est un tueur d'enfants et qu'il tue dans les rêves. Elle s'évanouit quand elle voit Will, et les garçons s'enfuient. Ils vont à la bibliothèque où ils découvrent que chaque enregistrement concernant Freddy a été effacé. C'est comme s'il n'avait pas existé. Mark raconte que la ville a voulu l'éradiquer tel un virus et a mis en quarantaine tous ceux qui ont été en contact avec lui pour qu'il soit à jamais oublié et plus craint par personne. Cependant, Mark craint qu'il ait probablement ruiné ce plan en ayant fait peur à Lori et ses amis. Lors d'une fête, Lori, Kia et Gibb se réunissent. Gibb s'endort et est attaquée par Freddy qui, cette fois, a assez de force pour la tuer. Mais Jason lui ravit sa proie au dernier moment et provoque une hécatombe à la fête. Freddy se rend compte que Jason ne cessera de tuer et est très en colère. Lori, Will, Kia, Linderman et Freeburg s'échappent et rentrent à la maison. Lori exprime ses doutes au sujet de son père, elle est sûre qu'il lui ment pour sa mère. Ils vont chez Mark, mais il est tué par Freddy sous les yeux horrifiés de Lori et Will. Sur son dos, Freddy a écrit « Freddy est de retour ».
Pendant ce temps, l'agent Stubbs soupçonne une imitation de Jason en ce qui concerne les meurtres, mais ses soupçons tombent dans l'oreille d'un sourd. Il rend visite aux adolescents et leur raconte son histoire. Ils comprennent que Freddy utilise Jason pour répandre la peur à travers la ville, mais qu'il a maintenant perdu le contrôle de Jason. Lori s'assoupit et Freddy essaie de l'effrayer. Quand elle se réveille, elle découvre qu'elle a arraché son oreille dans son rêve. Ils se rendent compte qu'ils ont besoin d'Hypnocil pour les empêcher de rêver. Alors qu'ils en cherchent à Westin Hills, Freeburg est possédé par Freddy pour arrêter le groupe et Jason dans l'asile. Ce dernier électrocute Stubbs, et Freddy, dans le corps de Freeburg, endort Jason par injection, mais ce dernier parvient à décapiter Freeburg avant de s'évanouir. Freddy estime qu'il n'a plus besoin de Jason et que celui-ci est trop dangereux. Dans le monde du rêve, Jason découvre que Freddy l'a dupé et ils engagent un combat au corps à corps. Freddy parvient facilement à blesser Jason, mais il a beau se déchaîner, il ne peut pas le tuer. Freddy découvre que Jason est phobique de l'eau et réussit à l'entourer d'un cercle de pluie, ce qui l'immobilise. Jason panique et se transforme en un enfant apeuré, que Freddy est tenté d'achever mais ne le fait pas car il est amusé de voir Jason transformé en enfant apeuré. Il provoque un second rêve de cet enfant pour le mettre en situation de cauchemar, donc de ce qu'il craint le plus. Lori, Will, Kia et Linderman emmènent Jason au camp Crystal Lake. Le but est de le mettre dans son élément et de faire venir Freddy, ce qui donnera au moins l'avantage du terrain. Lori décide de s'endormir pour qu'elle puisse tirer Freddy hors du monde des rêves. Elle entre dans ce « rêve dans le rêve » et voit que Freddy est de retour à l'époque où Jason meurt en 1957 : les autres enfants dont il est le souffre-douleur le poussent dans l'eau, Lori va même jusqu'à demander l'aide de deux moniteurs bien trop occupés à avoir des relations sexuelles que d'aider Jason, mais Lori se rend compte stupéfaite et horrifiée que les deux moniteurs dans le cauchemar de Jason sont Freddy et vraisemblablement une monitrice tuée par Pamela Voorhess (la mère de Jason).
Freddy essaie aussitôt de noyer Jason. Lori tente de le sauver de la noyade, mais en fin de compte Jason se réveille plus vite que prévu, alors que Kia était sur le point (bien malgré elle) de lui faire du bouche-à-bouche. La panique est totale et la camionnette fait une embardée avant de se renverser. Heureusement, ils venaient d'arriver à Crystal Lake. Fou de rage, Freddy emmène Lori dans un cauchemar où il révèle que c'est lui qui a tué sa mère, puis il s'apprête à la violer. Pendant ce temps, Will, Kia et Linderman se sont réfugiés dans une cabane, que Jason assiège sans difficulté. Il blesse Will, blesse mortellement Linderman et provoque un incendie. Tandis que Will la tire hors de la cabane, la main de Lori est brûlée et elle entraîne Freddy dans le monde réel. Freddy et Jason, brutalement confrontés, s'engagent dans une bataille violente dans laquelle Freddy sous-estime d'abord son adversaire. Jason semble avoir l'avantage en raison de sa force surhumaine, mais n'a pas l'agilité et la vitesse de Freddy. Ce dernier parvient à rattraper Lori et Will, qui s'étaient enfuis entretemps. Kia le distrait quelques secondes avant de se faire tuer par Jason. Lori refuse de quitter les lieux tant qu'elle ne sera pas assurée que Freddy est mort, pour se venger de la mort de sa mère et prouver à Will que le père de cette dernière était innocent et a caché la vérité pour protéger Lori. Dans un corps à corps acharné, Freddy ne parvient pas à venir à bout de Jason. Pire, il se fait encore une fois repousser. Freddy utilise divers stratagèmes pour l'éliminer mais Jason semble être invulnérable. Alors que Jason le blesse, Freddy réussit à s'emparer de sa machette en lui coupant les doigts. Jason désarmé, le combat tourne rapidement à l'avantage de Freddy qui l'exécute sommairement, en lui arrachant des morceaux à force de coups puis en lui crevant les yeux. Lori répand de l'essence sur les quais et y met le feu, faisant également exploser des réservoirs de propane, tandis que Jason réussit malgré tout à arracher un bras à Freddy. Les deux tueurs sont soufflés par l'explosion. Présumé mort, Freddy revient et s'apprête à tuer Lori et Will quand il se fait empaler par son propre bras dans un dernier geste de Jason. Son arme tombe et Lori décapite Freddy à la machette. Son corps chute dans le lac. Elle regarde Jason couler et jette la machette dans le lac. Lori et Will quittent ensuite le camp Crystal Lake.
Le lendemain matin, Jason sort du lac en tenant la tête de Freddy. Il semble que Jason soit le vainqueur de la bataille, mais la tête de Freddy s'anime et fait un clin d’œil à la caméra. Son rire retentit quand l'écran devient noir.

## Fiche technique
Sauf indication contraire, les informations mentionnées dans cette section peuvent être confirmées par la base de données cinématographiques IMDb,  présente dans la section « Liens externes ».
- Titre français : Freddy contre Jason
- Titre original : Freddy vs. Jason
- Réalisation : Ronny Yu
- Scénario : Damian Shannon, Mark Swift, avec la participation non créditée de David S. Goyer, d'après les personnages créés par Wes Craven et Victor Miller
- Production : Sean S. Cunningham, Douglas Curtis, Stokely Chaffin, Robert Shaye et Renee Witt
- Musique : Graeme Revell
- Photographie : Fred Murphy
- Montage : Mark Stevens
- Société de production : New Line Cinema
- Sociétés de distribution : New Line Cinema (États-Unis), Métropolitan Film (France)
- Pays d'origine :  États-Unis
- Langue originale : anglais
- Budget : 30 millions de dollars
- Genre : horreur (slasher, thriller, fantastique
- Durée : 97 minutes
- Dates de sortie : 
  - États-Unis : 15 août 2003
  - France : 29 octobre 2003
- Interdit aux moins de 16 ans lors de sa sortie en France.

## Distribution
- Robert Englund (VF : Pascal Renwick ; VQ : Éric Gaudry) : Freddy Krueger
- Ken Kirzinger : Jason Voorhees
- Monica Keena (VF : Laura Préjean ; VQ : Christine Bellier) : Lori Campbell
- Jason Ritter (VF : Emmanuel Garijo ; VQ : Antoine Durand) : Will Rollins
- Kelly Rowland (VF : Barbara Kelsch ; VQ : Nadia Paradis) : Kia Waterson
- Katharine Isabelle (VF : Barbara Beretta ; VQ : Aline Pinsonneault) : Gibb Smith
- Christopher George Marquette (VF : Vincent de Bouard ; VQ : Nicolas Charbonneaux-Collombet) : Charlie Linderman
- Brendan Fletcher (VF : Maël Davan-Soulas ; VQ : Hugolin Chevrette) : Mark Davis
- Tom Butler (VF : Pierre Dourlens) : Dr. Campbell
- Lochlyn Munro (VF : Éric Chevalier ; VQ : Tristan Harvey) : l'adjoint Scott Stubbs
- Kyle Labine : Bill Freeburg
- Zack Ward : Bobby Davis, le frère de Mark
- Paula Shaw (VF : Perrette Pradier): Pamela Voorhees
- Garry Chalk : le shérif Williams
- Jesse Hutch : Trey
- David Kopp : Blake Mueller
- Brent Chapman : M. Mueller
- Chris Gauthier : Shack
- Robert Shaye : le principal (caméo)
- Evangeline Lilly : une étudiante (figurante)

Source et légende : Version française (V. F.) sur AlloDoublage

## Production

### Genèse et développement
Un affrontement entre Michael Myers (Halloween) et Jason Voorhees avait été envisagé au début des années 1980, mais les personnages sont finalement jugés trop similaires. Influencés par les désirs de fans souhaitant un crossover entre les franchises Vendredi 13 et Freddy, New Line Cinema et Paramount Pictures tentent ensuite de concrétiser le projet Freddy vs. Jason dès 1987. Mais les deux studios ne parviennent pas à se mettre d'accord sur l'intrigue. Quand Vendredi 13, chapitre VIII : L'Ultime Retour (1989 fait un échec au box-office, Sean S. Cunningham — réalisateur du premier Vendredi 13 — commence à travailler avec New Line Cinema sur Freddy vs. Jason. Après l'échec de nouvelles négociations entre studios, les droits de Vendredi 13 reviennent à Phil Scuderi, Steve Minasian et Bob Barsamian, qui les revendent ensuite à New Line. Mais avant que Sean S. Cunningham commence à travailler Freddy vs. Jason, Wes Craven revient chez New Line pour faire un nouveau Freddy, Freddy sort de la nuit (1994). Cela repousse alors le projet Freddy vs. Jason. Sean S. Cunningham est cependant autorisé à faire un nouveau film sur Jason : Jason va en enfer (1994), qui s'achève d'ailleurs sur la découverte du « gant griffu » de Freddy Krueger.
Frustré de ne pas pouvoir faire le crossover, Sean S. Cunningham produit Jason X (2001) pour continuer à faire vivre la saga Vendredi 13. Le film est un échec critique et commercial. New Line investit cependant plusieurs millions pour relancer le projet Freddy vs. Jason. Plusieurs scénaristes s'enchainent alors : Cyrus Voris, Ethan Reiff, Lewis Abernathy, ... Alors que rien ne plait au studio, Brannon Braga et Ronald D. Moore sont chargés de trouver une nouvelle direction. David S. Goyer et James Dale Robinson participent eux-aussi à l'écriture.
En 1997, Rob Bottin, connu pour son travail de maquilleur sur des films comme The Thing (1982) et Total Recall (1990), est annoncé comme réalisateur. Producteur et scénariste, Mark Verheiden rejoint le projet à la fin des années 1990 et suggère de faire un film avec deux fins : une dans laquelle Freddy l'emporte et une autre dans laquelle Jason gagne.
D'autres scénaristes rejoignent le projet comme Peter Briggs, Todd Farmer ou encore Jonathan Aibel et Glenn Berger,. Ce sont finalement les débutants Mark Swift et Damian Shannon qui seront choisis avec un script qui séduit Michael De Luca. David S. Goyer officera alors comme script doctor pour finaliser leur travail. Selon Mark Swift et Damian Shannon, plusieurs fins ont été envisagées. L'un d'elles contenait une apparition de Pinhead, personnage principal de la franchise Hellraiser. Cependant, New Line n'est pas parvenu à négocier les droits pour utiliser le personnage.
Le réalisateur hongkongais Ronny Yu est ensuite engagé, notamment en raison du succès de son film La Fiancée de Chucky (1998). Le poste avait auparavant été proposé à Peter Jackson, Stephen Norrington, Rob Zombie ou encore Paul W. S. Anderson,.

### Attribution des rôles
Robert Englund se glisse pour la huitième et dernière fois sous le maquillage de Freddy Krueger (le rôle sera repris par Jackie Earle Haley dans le remake de 2010). Pour le rôle de Jason Voorhees, les producteurs préfèrent cependant changer d'acteur. Kane Hodder, qui l'a incarné à quatre reprises depuis Vendredi 13, chapitre VII : Un nouveau défi (1988), n'est ainsi pas repris. Cela décevra les fans de la saga Vendredi 13. Le rôle est proposé à C. J. Graham, qui l'a déjà incarné dans Vendredi 13, chapitre VI : Jason le mort-vivant (1986), mais il refuse par solidarité avec Kane Hodder. C'est Ken Kirzinger qui hérite alors du rôle. Il avait déjà incarné un rôle mineur dans Vendredi 13, chapitre VIII : L'Ultime Retour (1989).
Betsy Palmer, qui interprétait la mère de Jason dans Vendredi 13 (1980), a été recontactée pour reprendre son rôle. Elle refuse la proposition, trouvant que son personnage n'est pas assez présent. Le rôle est alors repris par Paula Shaw.
Brad Renfro avait été choisi pour le rôle de Will Rollis mais il s'est finalement désisté. Kerr Smith et Ian Somerhalder seront envisagés. C'est finalement Jason Ritter, qui avait déjà auditionné sans succès pour le rôle, qui est finalement choisi.
Christina Ricci était le premier choix pour incarner Lori Campbell, mais elle est finalement occupée par Monster (2003). Alors que Brittany Murphy est envisagée, le rôle sera finalement tenu par Monica Keena. Katharine Isabelle est initialement choisie pour le rôle de Jenny et Lauren Lee Smith pour celui de Gibb. Après des changements de scénario, le personnage de Jenny est supprimé au profit de celui de Gibb. Katharine Isabelle reprend alors le rôle de Gibb et Lauren Lee Smith est écartée du film.
Robert Shaye, producteur de la saga Freddy et PDG de New Line Cinema, apparait dans le rôle du principal du lycée.

### Tournage
Le tournage a lieu entre septembre et novembre 2002. Il se déroule au Canada, notamment en Colombie-Britannique (Vancouver, lac Buntzen d'Anmore, ) et à Toronto. Des scènes sont également tournées dans les Universal Studios en Californie.
Le catcheur américain Rey Misterio, Sr. a doublé Robert Englund pour une scène dans une chaufferie dans laquelle Freddy Kruger fait un saut,.

### Musique

#### Original score
Bandes originales de Freddy
L'Enfant du cauchemar
(1989)
Bandes originales de Vendredi 13
Meurtres en 3 dimensions
(1982)
La musique du film est composée par Graeme Revell et interprétée par l'orchestre philharmonique de Prague. L'album contient par ailleurs trois chansons du groupe Machine Head.
| 1.  | The Legends                                            | 2:39 |
| 2.  | The House of Elm Street                                | 1:07 |
| 3.  | Girl With No Eyes                                      | 3:08 |
| 4.  | The Psych Ward                                         | 0:41 |
| 5.  | Gibb Meets Freddy                                      | 3:00 |
| 6.  | Will's Story                                           | 2:33 |
| 7.  | French Kiss                                            | 1:57 |
| 8.  | The Control Room                                       | 1:49 |
| 9.  | Jason's Surprise Attack (interprété par Machine Head)  | 2:57 |
| 10. | Jason's First Dream (interprété par Machine Head)      | 1:01 |
| 11. | Stoner Creature                                        | 0:57 |
| 12. | Freddy's Dream World                                   | 1:10 |
| 13. | Jason Unmasked                                         | 3:49 |
| 14. | In the Library                                         | 2:42 |
| 15. | Freddy Gets Young Jason                                | 3:30 |
| 16. | Wake Up Lori                                           | 1:49 |
| 17. | Freddy in the Real World (interprété par Machine Head) | 1:00 |
| 18. | Fight on the Dock                                      | 2:35 |
| 19. | Freddy Expires                                         | 2:37 |
| 20. | Is It Ever Over?                                       | 1:28 |

#### Original soundtrack
Un autre album contient des chansons d'artistes et groupe de metal, dont la plupart étaient inédites au moment du film.
| 1.    | How Can I Live           | Ill Niño                        | 3:18 |
| 2.    | When Darkness Falls      | Killswitch Engage               | 4:02 |
| 3.    | Beginning of the End     | Spineshank                      | 3:32 |
| 4.    | Sun Doesn't Rise         | Mushroomhead                    | 3:13 |
| 5.    | Condemned Until Rebirth  | Hatebreed                       | 2:07 |
| 6.    | Snap                     | Slipknot                        | 2:42 |
| 7.    | Army of Me               | Chimaira                        | 4:21 |
| 8.    | The After Dinner Payback | From Autumn to Ashes            | 2:50 |
| 9.    | Leech                    | Sevendust                       | 4:30 |
| 10.   | Bombshell                | Powerman 5000                   | 3:14 |
| 11.   | Welcome to the Strange   | Murderdolls                     | 4:19 |
| 12.   | Out of My Way            | Seether                         | 3:51 |
| 13.   | Inside the Cynic         | Stone Sour                      | 3:23 |
| 14.   | Swinging the Dead        | DevilDriver                     | 3:38 |
| 15.   | The Waste                | Sepultura featuring Mike Patton | 3:39 |
| 16.   | Middle of Nowhere        | The Blank Theory                | 4:05 |
| 17.   | Ether                    | Nothingface                     | 3:43 |
| 18.   | Trigger                  | In Flames                       | 4:56 |
| 19.   | 11th Hour                | Lamb of God                     | 3:44 |
| 20.   | (We Were) Electrocute    | Type O Negative                 | 6:49 |
| 77:59 |                          |                                 |      |

Autres chansons présentes dans le film
- Clap Your Hands Pt. 1 – IMx
- First Time – IMx
- Nightmares – Junkie XL
- Forward – Smitty
- Guru – Smitty
- Running – Smitty
- Slavery – Spineshank
- Come Back - Foo Fighters (uniquement présente dans la fin alternative présente sur le Blu-ray du film)

## Accueil et sortie

### Promotion
Pour promouvoir le film, New Line Cinema utilise un budget supérieur au budget promotionnel de tous les films Vendredi 13 réunis. Robert Englund et Ken Kirzinger participent notamment à une conférence de presse en costumes au casino Bally's Las Vegas.

### Critique
Le film reçoit des critiques plutôt négatives. Sur l'agrégateur américain Rotten Tomatoes, il récolte 41% d'opinions favorables pour 162 critiques et une note moyenne de 5⁄10. Le consensus du site est : « Les fans des deux franchises d'horreur apprécieront cette confrontation. Mais pour tout le monde, ce sont les mêmes vieilleries ». Sur Metacritic, il obtient une note moyenne de 37⁄100 pour 29 critiques.
En France, le film obtient une note moyenne de 3⁄5 sur le site AlloCiné, qui recense 15 titres de presse.

### Box-office
Le film rencontre un important succès mondial avec plus de 116 millions de dollars récoltés au box-office, pour un budget d'environ 30 millions de dollars. C'est à l'époque le meilleur résultat des deux sagas Vendredi 13 et Freddy.
| Pays ou région    | Box-office      | Date d'arrêt du box-office | Nombre de semaines |
| ----------------- | --------------- | -------------------------- | ------------------ |
| États-Unis Canada | 82 622 655 $    | 6 novembre 2003            | 12                 |
| France            | 343 349 entrées | -                          | -                  |
| Total mondial     | 116 632 628 $   | -                          | -                  |

## Distinctions principales

### Récompenses
- BMI Film and TV Awards 2004 : BMI Film Music Award pour Graeme Revell
- Fangoria Chainsaw Awards 2004 : meilleurs maquillages et effets pour des créatures pour Bill Terezakis

### Nominations
- Saturn Awards 2004 : meilleur film d'horreur et Cinescape Genre Face of the Future Award pour Jason Ritter
- Fangoria Chainsaw Awards 2004 : meilleur acteur pour Robert Englund
- Teen Choice Awards 2004 : meilleur film thriller et meilleur film que tes parents ne veulent pas que tu vois

## Projet de suite
Une suite est envisagée. L'idée est de faire un film Freddy vs. Jason vs. Ash, Ash Williams étant le personnage principal de la franchise Evil Dead de Sam Raimi. Finalement, aucun accord n'est trouvé entre New Line et Bruce Campbell, l'acteur qui interprète Ash. Freddy vs. Jason vs. Ash sort en comics en 2007 et sera suivi d'une autre série de comics en 2009, Freddy vs. Jason vs. Ash: The Nightmare Warriors.
Les sagas Vendredi 13 et Freddy seront ensuite rebootées respectivement en 2009 et 2010 avec Vendredi 13 et Freddy : Les Griffes de la nuit.

## Clins d’œil
Durant la postproduction du film, des projections test sont réalisées. La fin du film n'étant pas encore finalisée, un texte apparaît à la fin, disant : « On August 15th, 2003 see the final sixty seconds and see who has survived...and what is left of them » (« Le 15 août 2003 découvrez les soixante secondes finales et voyez qui va survivre... et ce qu'il en reste »). C'est une référence à la tagline de Massacre à la tronçonneuse (1974) « Who will survive and what will be left of them? » (« Qui survivra et que restera-t-il d'eux ? »).
La scène dans laquelle Jason sort de l'eau rappelle une scène d'Apocalypse Now (1979) de Francis Ford Coppola.